# 이창재 (1965년)
이창재(李昌宰, 1965년 1월 20일~)는 대한민국의 제59대 법무부 차관을 역임한 법조인이다. 서울특별시 출생인 그는 1983년 환일고등학교 졸업 후 1987년 서울대학교 법과대학 사법학과(학사)를 나왔으며 훗날 미국 조지 워싱턴 대학교 법학전문대학원(로스쿨) 법학석사(LL.M.)과정을 나왔다.

## 학력
- 조지 워싱턴 대학교 법학전문대학원(로스쿨) 법학석사(LL.M.)

## 경력
- 1987년: 제29회 사법시험 합격(사법연수원 19기 수료)
- 1990년~1992년: 서울지방검찰청 동부지청 검사
- 1992년~1994년: 춘천지방검찰청 강릉지청 검사
- 1994년~1997년: 서울지방검찰청 남부지청 검사
- 1997년: 대전지방검찰청 검사
- 1997년~2000년: 법무부 검찰4과 검사
- 2000년~2002년: 서울지방검찰청 검사
- 2002년: 부산지방검찰청 차장검사
- 2002년 9월~2003년 8월: 대구지방검찰청 안동지청 지청장
- 2003년~2004년: 서울지방검찰청 차장검사
- 2004년~2006년: 법무부 정책기획단 부장검사
- 2006년~2008년: 법무부 형사기획과장
- 2008년~2009년: 법무부 검찰과장
- 2009년: 서울중앙지방검찰청 형사1부 부장검사
- 2009년 8월~2010년: 대검찰청 수사기획관
- 2010년 8월~2011년: 서울남부지방검찰청 차장검사
- 2011년 9월~2012년 7월: 제10대 수원지방검찰청 안산지청 지청장
- 2012년 7월~2013년 2월: 광주지방검찰청 차장검사
- 2013년 2월~2013년 4월: 법무부 기획관리실장
- 2013년 4월~2013년 12월: 대검찰청 기획조정부장
- 2013년 12월~2015년 2월: 제61대 전주지방검찰청 검사장
- 2015년 2월~2015년 12월: 제14대 서울북부지방검찰청 검사장
- 2015년 12월~2017년 5월: 법무부 차관
- 2016년~2017년 5월: 법무부 장관 직무대행
- 2017년 9월~2018년 : 변호사이창재 법률사무소 변호사
- 2018년~2020년 6월 : 법무법인 아미쿠스 대표변호사
- 2018년 6월~2023년 3월: 효성화학 사외이사
- 2019년 3월~2021년 3월 : 삼성생명 사외이사
- 2020년 7월~: 김앤장 법률사무소 변호사
- 2021년 5월~2023년 3월: 대한전선 사외이사

| 전임 김주현 | 제59대 법무부 차관 2015년 12월 21일~2017년 5월 21일 | 후임 이금로 |

| 전임 김현웅 | 법무부 장관 직무대리 2016년 11월 29일~2017년 5월 21일 | 후임 (직무대행)이금로 |